# Andrej Kobav
Andrej Kobav (Kobal, Andreas Kobavius), slovenski jezuit, teolog, kronolog in matematik, * 11. november 1593 (1594), Cerknica, † 12. februar 1654, Trst.

## Življenje in delo
Kobav je bil jezuit, v Ljubljani in Gradcu je proučeval slovnico, retoriko in matematiko, v Judenburgu in Šopronju pa je vodil kolegije. Na Dunaju je leta 1643 izdal knjigo Vindiciae astronomicae theticae pro Dionysio cognomento Exiguo ... seu nato, mortuo redivivoque Iesu homini Deo ... vota dissertatio. V njej so datumi Kristusovega rojstva, smrti in vstajenja, ki jih je ugotovil ter tabele o premakljivih cerkvenih praznikih za čas od Kristusovega rojstva do sredine 17. stoletja. Knjiga kaže na njegovo široko razgledanost v astronomiji, geografiji, zgodovini in teologiji ter je pomembno delo o koledarju. Objavil je tudi več razprav iz kronologije.